# Саекі Міхо
Саекі Міхо (нар. 18 березня 1976) — колишня японська тенісистка.
Найвищу одиночну позицію світового рейтингу — 56 місце досягла 8 червня 1998, парну — 49 місце — 7 липня 1997 року.
Здобула 16 одиночних та 4 парні титули.
Найвищим досягненням на турнірах Великого шолома був чвертьфінал в парному розряді.

## Фінали турнірів WTA
| Легенда                       | Одиночний розряд | Парний розряд |
| ----------------------------- | ---------------- | ------------- |
| Великий шлем                  | 0–0              | 0–0           |
| Турніри I-ї категорії         | 0–0              | 0–0           |
| Турніри II-ї категорії        | 0–0              | 0–0           |
| Турніри III-ї категорії       | 0–0              | 2–0           |
| Турніри IV-ї та V-ї категорій | 0–0              | 2–0           |

### Парний розряд: 4 (4 перемоги)
| Результат | W/L | Дата     | Турнір                        | Покриття   | Партнерка       | Суперниці                   | Рахунок       |
| --------- | --- | -------- | ----------------------------- | ---------- | --------------- | --------------------------- | ------------- |
| Перемога  | 1–0 | Кві 1995 | Japan Open, Tokyo             | Тверде     | Юка Йосіда      | Кього Нагацука Ай Суґіяма   | 6–7, 6–4, 7–6 |
| Перемога  | 2–0 | Жов 1996 | China Open, Beijing           | Тверде     | Наоко Кадзімута | Хосокі Юко Такума Кадзуе    | 7–5, 6–4      |
| Перемога  | 3–0 | Лис 1996 | Pattaya Women's Open, Pattaya | Тверде     | Йосіда Юка      | Тіна Кріжан Нана Міяґі      | 6–2, 6–3      |
| Перемога  | 4–0 | Лют 2005 | U.S. National Indoors, Мемфіс | Тверде (i) | Йосіда Юка      | Лора Гренвілл Абігейл Спірс | 6–3, 6–4      |

## Фінали ITF
| турніри $75,000 |
| турніри $50,000 |
| турніри $25,000 |
| турніри $10,000 |

### Одиночний розряд: 18 (16–2)
| Результат | Ранг | Дата              | Турнір                    | Покриття | Суперниця          | Рахунок          |
| --------- | ---- | ----------------- | ------------------------- | -------- | ------------------ | ---------------- |
| Поразка   | 1.   | 17 жовтня 1994    | ITF Куґаяма, Японія       | Тверде   | Кім Іль Сун        | 4–6, 0–6         |
| Перемога  | 2.   | 6 березня 1995    | ITF Аліканте, Іспанія     | Ґрунт    | Патрісія Азнар     | 7–5, 4–6, 6–2    |
| Перемога  | 3.   | 20 березня 1995   | ITF Кастельйон, Іспанія   | Ґрунт    | Драгана Зарич      | 6–1, 1–6, 7–6(2) |
| Перемога  | 4.   | 21 липня 1996     | ITF Вілмінгтон, США       | Тверде   | Деббі Грем         | 4–6, 6–4, 6–4    |
| Перемога  | 5.   | 6 жовтня 1997     | ITF Індіан-Веллс, США     | Тверде   | Анна Смашнова      | 6–1, 6–4         |
| Перемога  | 6.   | 13 листопада 2000 | ITF Маніла, Філіппіни     | Тверде   | Романа Теджакусума | 4–0, 4–0         |
| Перемога  | 7.   | 18 лютого 2001    | ITF Фару, Португалія      | Тверде   | Альберта Бріанті   | 6–3, 6–1         |
| Перемога  | 8.   | 11 березня 2001   | ITF Воррнамбул, Австралія | Трава    | Саманта Стосур     | 6–4, 6–4         |
| Перемога  | 9.   | 18 березня 2001   | ITF Беналла, Австралія    | Трава    | Крістен ван Елден  | 3–6, 6–1, 6–2    |
| Перемога  | 10.  | 1 квітня 2001     | ITF Корова, Австралія     | Трава    | Крістен Ван Елден  | 6–1, 6–2         |
| Перемога  | 11.  | 29 липня 2001     | ITF Ванкувер, Канада      | Тверде   | Мелані Маруа       | 6–1, 6–4         |
| Перемога  | 12.  | 5 серпня 2001     | ITF Ванкувер, Канада      | Тверде   | Сара Тейлор        | 6–4, 6–1         |
| Перемога  | 13.  | 18 лютого 2001    | ITF Сеул, Південна Корея  | Тверде   | Чо Юн Чон          | 6–3, 6–0         |
| Перемога  | 14.  | 27 липня 2003     | ITF Лексінгтон, США       | Тверде   | Саломе Девідзе     | 6–4, 2–6, 7–5    |
| Перемога  | 15.  | 19 липня 2005     | ITF Гаммонд, США          | Тверде   | Анда Перяну        | 6–3, 2–6, 6–1    |
| Перемога  | 16.  | 9 серпня 2005     | ITF Усі, КНР              | Тверде   | Сунь Шеннань       | 6–2, 7–6(1)      |
| Перемога  | 17.  | 21 серпня 2005    | ITF Нанкін, КНР           | Тверде   | Сюй Веньсінь       | 6–2, 6–2         |
| Поразка   | 18.  | 5 листопада 2005  | ITF Шеньчжень, КНР        | Тверде   | Тамарін Танасугарн | 2–6, 4–6         |

### Парний розряд: 10 (8–2)
| Результат | Ранг | Дата              | Турнір                        | Покриття | Партнерка       | Суперниці                                | Рахунок       |
| --------- | ---- | ----------------- | ----------------------------- | -------- | --------------- | ---------------------------------------- | ------------- |
| Перемога  | 1.   | 21 листопада 1993 | ITF Нонтхабурі, Таїланд       | Тверде   | Вен Цзитін      | Choi Ju-yeon Yoo Kyung-sook              | 3–6, 6–3, 6–3 |
| Перемога  | 2.   | 15 травня 1994    | ITF Брекнелл, Велика Британія | Тверде   | Хемма Махін     | Мішел Мейр Карен ван дер Мерве           | 4–6, 6–3, 6–4 |
| Перемога  | 3.   | 27 березня 1995   | ITF Аліканте, Іспанія         | Ґрунт    | Теодора Недева  | Патрісія Азнар Еліса Пеньяльво Лопес     | 6–3, 6–1      |
| Перемога  | 4.   | 27 жовтня 1997    | ITF Остін, США                | Тверде   | Пак Сон Хі      | Деббі Грем Мередіт Макґрат               | 6–4, 5–7, 6–2 |
| Перемога  | 5.   | 25 жовтня 1998    | ITF Х'юстон, США              | Тверде   | Нана Міяґі      | Хіракі Ріка Кім Ин Ха                    | 6–1, 4–6, 6–1 |
| Поразка   | 6.   | 20 листопада 2000 | ITF Маніла, Філіппіни         | Тверде   | Ремі Уда        | Рушмі Чакравартхі Сай Джаялакшмі Джаярам | 3–5, 1–4, 2–4 |
| Перемога  | 7.   | 11 червня 2001    | ITF Таллінн, Естонія          | Ґрунт    | Морігамі Акіко  | Наталія Єгорова Катерина Сисоєва         | 6–2, 7–6(7)   |
| Перемога  | 8.   | 29 липня 2001     | ITF Ванкувер, Канада          | Тверде   | Каорі Аояма     | Анніка Купер Елізабет Шмідт              | 5–7, 6–3, 7–6 |
| Перемога  | 9.   | 14 липня 2002     | ITF Колледж-Парк, США         | Тверде   | Юка Йосіда      | Терін Ешлі Дженніфер Расселл             | 7–5, 6–1      |
| Поразка   | 10.  | 28 липня 2002     | ITF Луїсвілл, США             | Тверде   | Рената Ворачова | Нана Міяґі Ірина Селютіна                | 7–5, 1–6, 5–7 |